# Station Takada (Nara)
 Station Takada (高田駅, Takada-eki) is een spoorwegstation in de Japanse stad Yamatotakada. Het wordt aangedaan door de Wakayama-lijn en de Sakurai-lijn, waarvan dit station het eindpunt is. Het station heeft drie sporen, gelegen aan één eilandperron en een enkel zijperron.

## Treindienst

### JR West
| 1,2 | ■ Wakayama-lijn                | richting Ōji, Tennōji en Namba richting Hashimoto en Wakayama |
| 3   | ■ Wakayama-lijn ■ Sakurai-lijn | richting Ōji, Tennōji en Namba richting Sakurai en Nara       |

## Geschiedenis
Het station werd in 1891 geopend aan de voormalige Ōsaka-spoorlijn. In 1900 werd de Kansai-lijn (waarvan een gedeelte over zou gaan in de Sakurai-lijn) verbonden met het station. Het huidige station dateert uit 1984.   

## Overig openbaar vervoer
Bussen van het verkeersbureau van Nara.

## Stationsomgeving
Westzijde:
- Sazanka-hal
- Bentenza (theater)
- Tenjinbashisuji-winkelpromenade
- Mitsubishi Tokyo UFJ Bank
- Kansai Urban Bank

Oostzijde:
- Station Yamato-Takada aan de Ōsaka-lijn
- Oak Town Yamatotakada (winkelcentrum):
  - McDonald's
- Life (supermarkt)
- Lawson
- Autoweg 165

(Yamatoji-lijn<<) Ōji · Hatakeda · Shizumi · Kashiba · JR Goidō · Takada · (>>Sakurai-lijn) · Yamato-Shinjō · Gose · Tamade · Wakigami · Yoshinoguchi · Kitauchi · Gojō · Yamato-Futami · Suda · Shimohyōgo · Hashimoto · Kii-Yamada · Kōyaguchi · Nakaiburi · Myōji · Ōtani · Kaseda · Nishi-Kaseda · Nate · Kokawa · Kii-Nagata · Uchita · Shimoisaka · Iwade · Funato · Kii-Ogura · Hoshiya · Senda · Tainose · Wakayama
Nara · Kyōbate · Obitoke · Ichinomoto · Tenri · Nagara · Yanagimoto · Makimuku · Miwa · Sakurai · Kaguyama · Unebi · Kanahashi · Takada